# One Night Only (album One Night Only)
One Night Only jest drugim albumem zespołu One Night Only wydanym 23 sierpnia 2010 roku.

## Lista utworów
1. "Say You Don't Want It" 4:08
2. "Bring Me Back Down" 3:21
3. "Forget My Name" 3:52
4. "Chemistry" 3:51
5. "Never Be The Same" 4:04
6. "All I Want" 3:33
7. "Got It All Wrong" 4:30
8. "Anything" 4:05
9. "Nothing Left" 3:44
10. "Feeling Fine" 3:47
11. "Can't Stop Now" 4:26